# Meteoroid

Meteoroid >> meteor >> meteorit

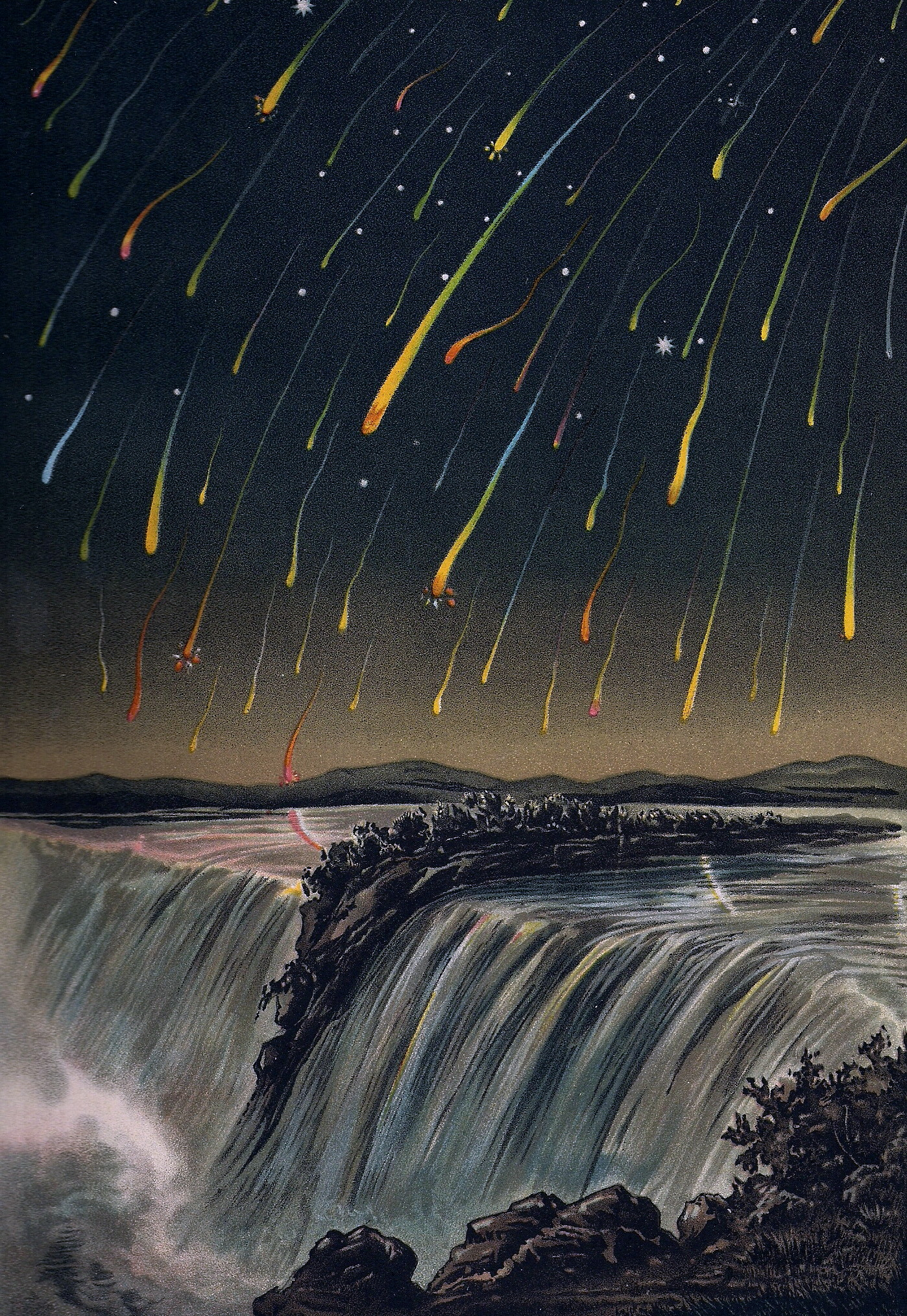
Leonide în 1833

Meteoroizii sunt resturi de materie de mărime mică, rezultate în urma coliziunii între asteroizi sau a dezintegrării cometelor, care evoluează și se deplasează în spațiul cosmic. În general sunt compuși din fier și rocă.
În momentul contactului cu atmosfera (terestră), aceste particule dau naștere fenomenului optic numit meteor — dâra luminoasă cunoscută de unele popoare ca „stea căzătoare”. În anumite cazuri, datorită dimensiunilor mai mari, bucățile rămase în urma arderii din mezosferă ajung pe suprafața terestră, fiind denumite meteoriți.
Termenul meteoroid a fost inventat de astronomul Hubert Anson Newton în 1864.

## Ploi de meteori
Majoritatea „ploilor” de meteori apar când Pământul intersectează orbita unor comete (cum ar fi Swift-Tuttle și Tempel-Tuttle).

## Vezi și
- Asteroid
- Cometă
- Meteorit